# NGC 3570
NGC 3570 је лентикуларна галаксија у сазвежђу Лав која се налази на NGC листи објеката дубоког неба.
Деклинација објекта је + 27° 35' 25" а ректасцензија 11h 12m 3,3s. Привидна величина (магнитуда) објекта NGC 3570 износи 13,8 а фотографска магнитуда 14,8. NGC 3570 је још познат и под ознакама UGC 6240, MCG 5-27-19, CGCG 156-18, NPM1G +27.0307, PGC 34071.